# Mayrín Villanueva
Mayrín Villanueva (ur. 8 października 1970 roku) – meksykańska aktorka i modelka.

## Filmografia
- 2020 Rubi jako Refugio Ochoa vda. de Pérez
- 2019 Soltero con hijas jako Gabriela Garcia

- 2019 Jesus de Nazaret jako Maria

- 2017: Me Declaro  Culpable jako Alba Castillo
- 2016: Corazon Que Miente jako Lucía Castellanos Sáenz de Ferrer
- 2016: Kobiety w czerni (Mujeres de Negro) jako Vanessa Leal Riquelme de Zamora
- 2014-2015: MI corazon es tuyo jako Isabela Vásquez de Castro
- 2013: Mentir para vivir jako Oriana Caligaris Vega de Falcón / Inés Valdivia
- 2012-2013: Porque el amor manda jako Rebeca Treviño de Lopez
- 2011-2012: Una Familia con Suerte jako Rebeca Treviño Garza de López
- 2007: Amor sin maquillaje jako Paula Davila
- 2007-2008: Yo amo a Juan Querendón jako Paula Dávila Escobar
- 2005: Vecinos jako Silvia Olvera
- 2004: Serce z kamienia (Mujer de madera) jako Mariana
- 2003: Córka przeznaczenia (Niña... amada mía) jako Diana Soriano
- 2001: Przyjaciółki i rywalki (Amigas y Rivales) jako Georgina
- 2000: Siempre te amaré jako Berenice
- 1999: Alma rebelde jako Paula
- 1998: Mentira, La jako Nicole
- 1998: Paloma (Preciosa) jako Claudia Ortiz
- 1997: Mi generación